# مسجد حاج میرزا کریم صراف
مسجد حاج میرزا کریم صراف كه در گذشته به مسجد آصف نيز مشهور بوده، ازآثار اواخر دوره زنديه و اوايل دوره قاجاريه محسوب می شود. اين بنا درمحله اسحاق بيگ (یکی از محله های مرکزی شیراز که محله بیات ها و گودعربان بخشی از آن است) در پشت مسجد نصیرالملک دربافت قديمي شيراز واقع گردیده است. این اثر در تاریخ ۲۸ خرداد ۱۳۵۴ با شمارهٔ ثبت ۱۰۸۰ به‌عنوان یکی از آثار ملی ایران به ثبت رسیده است.
به استناد سنگ نوشته ی سردر ورودی، این مسجد دردوره قاجار تعمير شده است و هنوز بقاياي تزيينات ساده کاشيکاری و آجرکاری در این بنا قابل رویت است.
این مسجد دارای دو درب در ضلع غربی و جنوب غربی و هم چنین دو شبستان در ضلع شرقی و شمالی میباشد.
شبستان ضلع شرقی کوچک تر میباشد و دارای چهار ستون سنگی یکپارچه، چهارطاق ایوانی با لچکی های آجری، دو اتاق تو در تو و سقف گنبدی آجرکاری شده است.
شبستان ضلع شمالی بزرگ تر بوده و شامل 9 ستون سنگی یکپارچه با طاق های گنبدی آجر کاری شده است که در جلو آن ایوانی با سه دهانه هلالی و لچکی آجری وجود دارد.
ضلع جنوبی بنا شامل سه ردیف اتاق با سقف های هلالی و یک هشتی است که درب ورودی مسجد به آن باز می شود.
ضلع غربی بنا نیز دربر گیرنده چهار ردیف اتاق و راهروی کوچک است.
از آنجایی که این بنا مربوط به دوره زندیه میباشد، خوب است بدانیم که کریم خان زند در دوران سلطنت خویش، وجوه فراوانی را صرف امور خیریه می کرد، که در نتیجه به عنوان یک پادشاه مذهبی شهرت یافت.
معماری در دوران زندیه به نام شیوه شیراز صاحب نام است و ساخت بناهای مذهبی را نیز به همراه داشته است.
از خصوصیات بارز در معماری گذشته شیراز که معمول گردیده بود، مساجد صرفاً شبستانی بدون گنبد خانه بود. 
در ساخت شبستان ها از ستون های باریک حجاری شده حتی در غیر از مساجد و بناهای مذهبی استفاده می شد. مساجد در این دوره غالباً فاقد مناره یا حتی الامکان مناره های بلند می باشند و کاشی کاری در مساجد و ابنیه مذهبی در حداقل خود عمدتاً در لچکی ها و کتیبه با زمینه سفید شیری و آبی کمرنگ به کار رفته است.